# Atentado en Dalori de 2016
El 30 de enero de 2016 alrededor de 86 personas murieron y otras 62 resultaron heridas en un atentado realizado por militantes de Boko Haram en el pueblo de Dalori, a 4 kilómetros de Maiduguri (Nigeria). El ataque fue una represalia a la Fuerza Civil de Tarea Conjunta, y comenzó cuando los militantes entraron en Dalori en varias motocicletas y dos coches, quienes comenzaron a disparar a los residentes e incendiar sus chozas. Según una estimación, tal vez sean más de 100 los militantes que estuvieron involucrados en el ataque. El ataque se prolongó durante unas cuatro horas, y aparentemente los militantes hasta habían quemado niños vivos.
El Ejército de Nigeria fue incapaz de luchar contra los militantes hasta que llegaron los refuerzos, causando la retirada de Boko Haram. Los aldeanos que huyeron fueron perseguidos por los insurgentes, y tres mujeres suicidas se inmolaron entre las personas que habían escapado a la localidad vecina de Gamori.
Se desconoce el número exacto de muertos, pero se han confirmado por lo menos 86 personas muertas, y otras 62 fueron tratadas por quemaduras en el Hospital Especialista del Estado de Maiduguri. Varias partes de Dalori fueron completamente destruidas en el ataque.
Se han planteado dudas sobre la forma en que los militantes fueron capaces de atacar un asentamiento tan cerca de la sede del ejército en Maiduguri, la forma en que fueron capaces de tener acceso a carreteras vigiladas por soldados, y la forma en que fueron capaces de atacar al pueblo durante varias horas antes de que el ejército interviniera y los expulsara.